# Американский институт математики
Американский институт математики (American Institute of Mathematics AIM) — одна из восьми математических организаций финансируемых NSF. Он был организован в 1994 Джоном Фраем (англ. John Fry), сооснователем Fry’s Electronics, и изначально располагался на территории Fry Electronics в Сан Хосе, Калифорния, США. После основания он финансировался из собственных средств Фрая и получил финансирование NSF в начале 2002 года.
В 1997 году директором института стал Брайан Конри.
Основная цель создания института состоит в отборе и решении важнейших математических задач. В начале, очень маленькая группа сильнейших математиков собиралась для решения больших проблем, таких как Гипотеза Бёрча — Свиннертон-Дайера. Теперь Институт также ведёт более расширенную программу недельных семинаров по актуальным темам в математических исследованиях. Эти семинары построены на интерактивных сессиях.
С 1998 по 2009 (за исключением 1999), AIM ежегодно присуждал престижное пятилетнее членство "выдающимся новым кандидатам наук проводящим исследования в области чистой математики", но в настоящее время членство не присуждается. AIM также спонсирует местные математические соревнования и ежегодную встречу женщин математиков.
Институт планирует переехать в город Морган Хилл, примерно в 39 милях (63 км) к юго-востоку от Сан Хосе, когда там будет закончено его новое здание. Планы стройки начались в 2000 году, но строительные работы задерживаются из-за нормативных и инженерных проблем. В феврале 2014 года AIM получил разрешение начать строительство здания, которое будет копией Альгамбры, мавританского дворца и крепости 14-го века расположенного в Испании, но даже три с половиной года спустя (август 2017), строительство не начиналось.

## Спонсируемые исследования
Институт спонсирует фундаментальные исследования в выдающихся задачах в нескольких областях математики. Среди них:

### Комбинаторика
- Сильная гипотеза о совершенных графах — доказана в 2003 Марией Чудновской[англ.], Нейлом Робертсоном[англ.], Полом Сеймуром, и Робином Томасом
- Гипотеза Хадвигера — исследования проводятся Нейлом Робертсоном[англ.] и Полом Сеймуром.

### Теория представлений
- Атлас групп Ли и их представлений[англ.], массивный проект вычисления унитарных представлений Групп Ли. Вычисления были закончены для исключительной группы Ли E8.